# Aksonometria

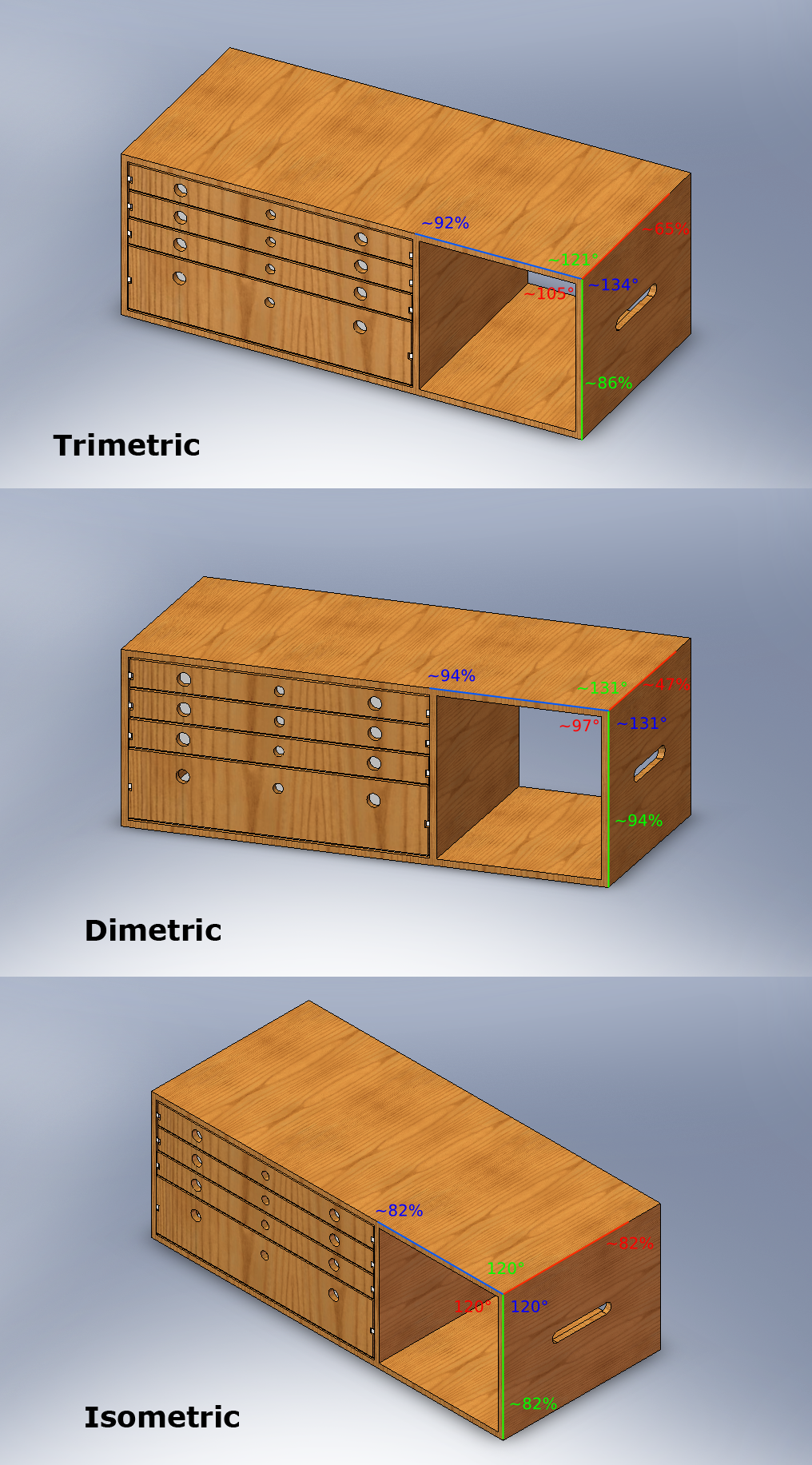
Widok mebla w różnych wersjach aksonometrii

Aksonometria (gr. akson + metreo) – rodzaj rzutu równoległego, odwzorowanie przestrzeni na płaszczyznę z wykorzystaniem prostokątnego układu osi. Cechą odróżniającą aksonometrię od innych rodzajów rzutu równoległego jest dążenie do zachowania prawdziwych wymiarów rzutowanych obiektów przynajmniej w jednym, wybranym kierunku. Niektóre rodzaje aksonometrii pozwalają również zachować wielkości kątów, równoległych do obranej płaszczyzny.
Aksonometria jest szeroko stosowana w rysunku technicznym.

## Podziały aksonometrii
Podział aksonometrii ze względu na kierunek rzutowanych osi układu prostokątnego:
- izometria – wszystkie osie układu prostokątnego w przestrzeni tworzą jednakowy kąt z rzutnią i ich obrazy ulegają jednakowemu skrótowi – na rzutni powstaje obraz trzech osi tworzących pomiędzy sobą kąty po 120°, często na rysunkach izometrycznych pomija się wpływ skrótu;
- dimetria – dwie z osi układu prostokątnego tworzą z rzutnią jednakowe kąty (bywa, że są do niej równoległe), a zatem układ współrzędnych posiada jednakowe skróty na co najmniej dwóch osiach.
- trimetria (anizometria) – każda z osi układu prostokątnego tworzy z rzutnią inny kąt i podlega innemu skrótowi[1].

Przykładowy rzut (od lewej): izometryczny, dimetryczny ukośny (tzw. kawalerski), dimetryczny prawieprostokątny.

W aksonometrii obiekty trójwymiarowe odwzorowane są przez figury płaskie.
- odcinek pozostaje odcinkiem, co najwyżej zmieniając długość, lub zostaje zredukowany do punktu;
- odcinki równoległe pozostają nadal równoległe i są one jednakowo skracane lub wydłużane;
- rzutem okręgu jest elipsa lub okrąg, jeśli leży on w płaszczyźnie równoległej do rzutni[1].